# 영어 원어민 교사 사업
영어 원어민 교사(Native English-speaking Teacher, NET) 사업은 1998년 홍콩에서 시작되어 홍콩에 시행되고 있는 사업이다. 공립 학교 혹은 정부 보조를 받는 초등-중등 학교들이 해외에서 들어온 영어 교사를 채용하도록 하는 사업이다. 이 사업의 목적은 현지 중국인 학생들이 제대로 된 영어에 노출되도록 하는 것, 문화적인 풍부성에 노출되도록 하는 것 등이다. 또한, 영어 원어민 교사(NET)들은 교재 개발과 학교 내의 영어 교사들에 대한 재교육을 담당한다. 현재 약 800 여 명의 영어 원어민 교사(NET)가 홍콩에 있다.
영어 원어민 교사(NET)들은 2년마다 재계약 되는 계약직이다. 각 계약 종료 후 사례금을 받는다. 해외 근무에 대한 특별 수당도 받는다.

## 같이 보기
- 홍콩의 교육

## 보도 기사
- (영어) “Hong Kong to Extend Native-speaking English Teacher Scheme to Primary Schools”. 《인민일보》. 2002년 2월 15일. 2005년 4월 14일에 원본 문서에서 보존된 문서. 2007년 5월 24일에 확인함.